# Forgotten Freshness Volume 4
Forgotten Freshness Volume 4 è una compilation del gruppo Insane Clown Posse.

## Tracce
Disco 1
1. Intro
2. The People
3. Clown Walk
4. If I Was King
5. Dear ICP
6. Mad House (featuring Tech N9ne)
7. Feels So Right
8. Homies (featuring Twizid & Mike E. Clark)
9. Staaaaaaaaale!!!
10. Bodies Fly
11. Wicked Rappers Delight (featuring Esham)
12. Panties
13. If You Can't Beat 'Em Join 'Em
14. Nobody Move (featuring Mack 10)
15. Yours Begins Tonight
16. C.P.K.'s (featuring Mike E. Clark)
17. Swallow This Nut (featuring Vanilla Ice, 2 Live Crew, MC Breed, Fish 'N' Grits

Disco 2
1. Intro
2. Dead Pumpkins
3. Mr. Rotten Treats
4. Halloween on Military Street
5. Mr. Johnson's Head [Remix]
6. Pumpkin Carver (featuring Twizid & Kottonmouth Kings)
7. Sleep Walkers
8. Toxic Love
9. Every Halloween
10. Silence of the Hams (featuring Esham)
11. Thug Pit (Remix) (featuring Kottonmouth Kings, Esham, Bone Thugs-N-Harmony, & Tech N9ne)
12. Murda Cloak (featuring Anybody Killa)
13. Wicked Hellaween